# One of Us
One of Us – pierwszy singel z dziewiątego albumu szwedzkiej grupy ABBA, The Visitors, wydany w 1981. Piosenka opowiada o kobiecie, która pragnie, aby związek, który się skończył, ponownie ożył (a więc ponownie elementy osobiste w tym nagraniu). Do piosenki nagrano teledysk.